# Juan Deu y Ros
Juan Deu y Ros (1835-1919) fue un político republicano español.

## Biografía
Nació en febrero de 1835 en la localidad gerundense de Olot. Deu, que llegó a ser hasta en tres ocasiones alcalde de su localidad natal, durante el gobierno provisional del sexenio democrático participó en octubre de 1869 en un fallido alzamiento republicano, lo que motivó su exilio a Francia. Falleció en 1919. En 1931 el Ayuntamiento republicano de Olot le dedicó el nombre de una plaza y le nombró hijo predilecto y en 1994 se le dedicó el nombre de una calle.